# Dominik Gront
Dominik Gront – polski chemik, dr hab. nauk chemicznych, profesor uczelni na Wydziale Chemii Uniwersytetu Warszawskiego.

## Życiorys
19 kwietnia 2006 obronił pracę doktorską Opracowanie algorytmu do modelowania struktur białkowych na podstawie baz danych sekwencji i struktur, 5 października 2016  habilitował się na podstawie pracy zatytułowanej Opracowanie nowych algorytmów modelowania białek i ich implementacja w pakiecie BioShell. Jest zatrudniony na stanowisku profesora uczelni na Wydziale Chemii Uniwersytetu Warszawskiego.